# مقاطعة منيري (تينيسي)
مقاطعة منيري هي مقاطعة في تينيسي، بلغ عدد سكانها 26٬075  نسمة، في 2010، عاصمتها سلمر، تبلغ مساحتها 1٬453 كيلومتر مربع.

## الموقع
تشترك في الحدود مع:
- مقاطعة تشيستر
- مقاطعة ألكورن (ميسيسيبي).

## التقسيمات الإدارية
- سلمر.

## أعلام
- تشارلي كارمان
- ماركوس جوزيف رايت
- هيو ك. أندرسون
- هوراس راندال